# Klaustrofobija
Klaustrofobija (lat. claustrum „kavez“, starog. φόβος phóbos „strah“, „fobija“) predstavlja anksiozni poremećaj straha od zatvorenog ili uskog prostora. Klaustofobi mogu doživjeti napade panike prilikom ulaska u skučene prostore kao što su dizala, vlakovi ili zrakoplovi.
Klaustrofobija se može liječiti na način slične drugim anksioznim poremećajima. Postoji nekoliko metoda uključujući kognitivnu terapiju ponašanja i uporabu anti-anksioznih lijekova.
Klaustrofobija se smatra suprotnošću agorafobije ("strah od otvorenih prostora"). 

## Proširenost
Istraživanja pokazuju da 5 do 10% ljudi koji su bili podvrgnuti pretragom nuklearnom magnetskom rezonancijom ima klaustrofobiju. Otkriveno je da je 7% pacijenata imalo "neidentificiranu" klaustrofobiju, zbog koje je pretraga morala biti prijevremeno okončana. 30% je izjavilo da je osjećalo blaže neugode zbog ležanja u zatvorenom prostoru tijekom dužeg vremena.

## Liječenje
Postoji nekoliko psihotarapeutskih metoda za liječenje klaustrofobije.
- Preplavljivanja - Kod ovog načina liječenja pacijent se izlaže zatvorenim prostorima. Saznanje da se suočio sa za njega najstrašnijom situacijom, i da mu se nije dogodilo ništa loše, može biti vrlo moćan način liječenja.
- Modeliranje - Ljudi koji prolaze krozpreplavljivanje ohrabruju pacijenta da oponaša njihovu sigurnost.
- Kognitivna terapija ponašanja - Osoba se ohrabruje da se suoči sa strahom, i izmijeni specifične misli i stavove koji vode osjećaju straha.
- Lijekovi - Lijekovi kao što su anksiolitici i antidepresivi. Lijekovi poznati kao beta blokatori se mogu rabiti za liječenje fizičkih simptoma anksioznosti, kao što je ubrzano kucanje srca.